# Proechiniscus hanneae
Genre
Espèce
Synonymes
- Pseudechiniscus hanneae Petersen, 1951

Proechiniscus hanneae, unique représentant du genre Proechiniscus, est une espèce de tardigrades de la famille des Echiniscidae. 

## Distribution
Cette espèce est endémique du Groenland.

## Publications originales
- Kristensen, 1987 : Generic revision of the Echiniscidae (Heterotardigrada), with a discussion of the origin of the family. Collana U.Z.I. Selected Symposia and Monographs, no 1, p. 261-335.
- Petersen, 1951 : The Tardigrade fauna of Greenland. A faunistic study with some few ecological remarks. Meddelelser om Gronland, vol. 150, no 5, p. 1-94.